# Georgina Hogarth
Vous lisez un « bon article » labellisé en 2012.  Il fait partie d'un « thème de qualité ».
Georgina Hogarth [/'dzɔ:'dzina 'həʊgɑːθ/] (1827-1917) est la belle-sœur, la compagne et la confidente du romancier Charles Dickens (1812-1870) qui, dans son testament, la décrit comme « le meilleur et le plus sûr ami que puisse avoir un homme » (« the best and truest friend man ever had »). Elle devient un membre essentiel de la maisonnée des Dickens dès qu'elle s'y installe. Elle suit Dickens après sa séparation d'avec son épouse Catherine et reste auprès de lui jusqu'à sa mort en 1870. Comme pour sa sœur Mary Scott, l'évoquer revient essentiellement à parler de son célèbre beau-frère, sans lequel elle serait sans doute restée inconnue, alors que, partageant son prestige, elle passe à la postérité.
Certaines rumeurs malveillantes évoquent une possible liaison amoureuse entre Dickens et sa jeune belle-sœur ; circulant déjà lors des embarras conjugaux du couple, elles sont ensuite poursuivies avec des fortunes diverses, jusqu'à ces dernières années à l'occasion de la vente aux enchères d'un bijou. Claire Tomalin, qui analyse le problème dans sa biographie d'Ellen Ternan, la jeune maîtresse de Dickens, semble établir leur caractère fallacieux ou mensonger. D'après son analyse, que partagent avant elle des critiques tels que Peter Ackroyd, Michael Slayter ou Lillian Nayder, pour ne citer que les plus récents, Georgina tient auprès de Dickens le rôle exclusif de gouvernante, d'amie et de confidente.
Après le décès du romancier, Georgina  garde des rapports affectueux avec les enfants Dickens et n'a cessé, jusqu'au terme de sa longue vie, de défendre la mémoire et de préserver, avec l'aide de sa nièce Mamie, la correspondance de son beau-frère dont elle supprime consciencieusement toute référence pouvant faire ombrage à sa réputation.
L'œuvre de Dickens présente plusieurs personnages féminins qui, de près ou de loin, semblent être inspirés par Georgina, bien qu'elle-même se défende d'avoir servi de modèle, du moins pour l'une d'entre elles.

## Ascendance
Georgina Thompson Hogarth est la fille cadette de George Hogarth (1783-1870) et Georgina Thompson (1793-1863), dont elle  hérite le prénom. Son père, avocat à Édimbourg où elle naît mais d'où elle part à sept ans, est conseiller juridique de l'écrivain Walter Scott pour lequel le jeune Dickens éprouve une grande admiration ; c'est aussi un critique musical, violoncelliste et compositeur, qui collabore à la revue Edinburgh Courant. Abandonnant le droit en 1830, il se fait journaliste et crée le Halifax Guardian, puis il déménage à Londres en 1834 où il devient le critique musical du Morning Chronicle, périodique auquel Dickens, sous le pseudonyme de Boz, confie une vingtaine d'écrits. Une année plus tard, George Hogarth prend la direction de l'Evening Chronicle dont il est le rédacteur en chef pendant vingt ans.

## Rencontre avec Charles Dickens

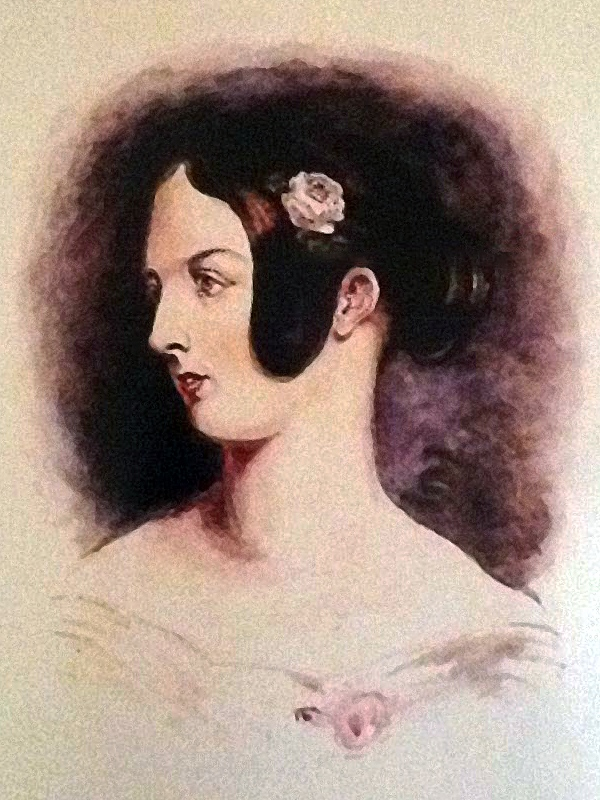
Mary Scott Hogarth, qui a précédé Georgina chez les Dickens.

Le jeune Dickens, alors âgé de vingt-quatre ans, fréquente assidûment cette famille dont les trois filles, Catherine, Mary Scott et Georgina sont bientôt appelées à jouer un rôle très important dans sa vie. Elle a quatre ans quand Dickens fait sa première visite chez les Hogarth, dont il courtise bientôt l'aînée des filles. Onze années plus tard en 1842, Charles et Catherine, alors mariés, parents et bien établis dans la société londonienne, lui demandent, comme il est d'usage dans de nombreuses familles victoriennes, de s'installer en tant que jeune sœur célibataire chez eux : elle a quinze ans et ils se préparent à leur voyage en Amérique ; comme l'a précédemment fait sa sœur Mary Scott morte trois mois après son arrivée, sa tâche est d'aider la maîtresse de maison qui, en l'occurrence, est de plus en plus fatiguée par ses grossesses répétées.
Pour l'heure, il faut s'occuper des enfants en l'absence des parents : Georgina les prend en charge, aidé en cela par un jeune oncle, Frederick Dickens, dit Fred, lui aussi résidant depuis peu à demeure. Dès lors, elle fait partie de la maisonnée où, dès le retour du couple, sa place ira en grandissant, et qu'elle ne quittera plus. Devenue affectueusement Aunt Georgy, elle sert de gouvernante aux garçons auxquels elle apprend à lire avant qu'ils n'entrent à l'école, et quand sa sœur est trop épuisée, ce qui arrive de plus en plus souvent, elle prend la place d'honneur lors des nombreuses réceptions que donne Dickens pour ses amis.
Elle est aidée par une bonne, Anne Cornelius, dont la fille Kate, de son vrai nom Catherine Georgina Anne, d'après sa mère et aussi ses patronnes, fréquente plus tard une école du nord de Londres, où sont aussi scolarisées deux, puis trois nièces de Dickens qui acquitte tous les frais. Lillian Nayder écrit que Georgina est à la fois servante, gouvernante des enfants et maîtresse de maison. Son statut est bien supérieur, cependant, à celui d'Anne Cornelius qui, lors des déplacements, voyage en deuxième classe alors que le reste de la famille est en première. Lorsque Anne Cornelius quitte la maison, Georgina reste en relation avec elle, lui adressant, par exemple, au lendemain du décès de Catherine, une lettre de remerciement pour tout ce que sa présence a apporté au foyer.
De fait, Georgina devient indispensable à Dickens : elle l'accompagne parfois en ses longues promenades londoniennes et elle partage de plus en plus ses activités théâtrales, voire littéraires : c'est elle, par exemple, qui lui sert de secrétaire lorsque, de 1851 à 1853, il écrit sa célèbre Histoire de l'Angleterre destinée aux enfants qui fait partie des programmes scolaires en Grande-Bretagne jusqu'à la fin de la Deuxième Guerre mondiale.
Dickens cherche à la marier, lui proposant de nombreux partis jugés fort intéressants, par exemple Augustus Leopold Egg (1816-1863), étudiant aux Beaux-Arts de Londres et futur peintre de renom. Lui aussi partage la scène avec Dickens lors des productions privées qu'il ne cesse de monter et dont, souvent, il conçoit les costumes,, : Georgina les refuse tous, et son beau-frère, blasé, écrit à un ami alors qu'elle a atteint l'âge de 33 ans : « Je doute fort qu'elle se marie un jour » (« I doubt if she will ever marry »). De fait, elle est restée célibataire.

## Georgina et la séparation du couple Dickens

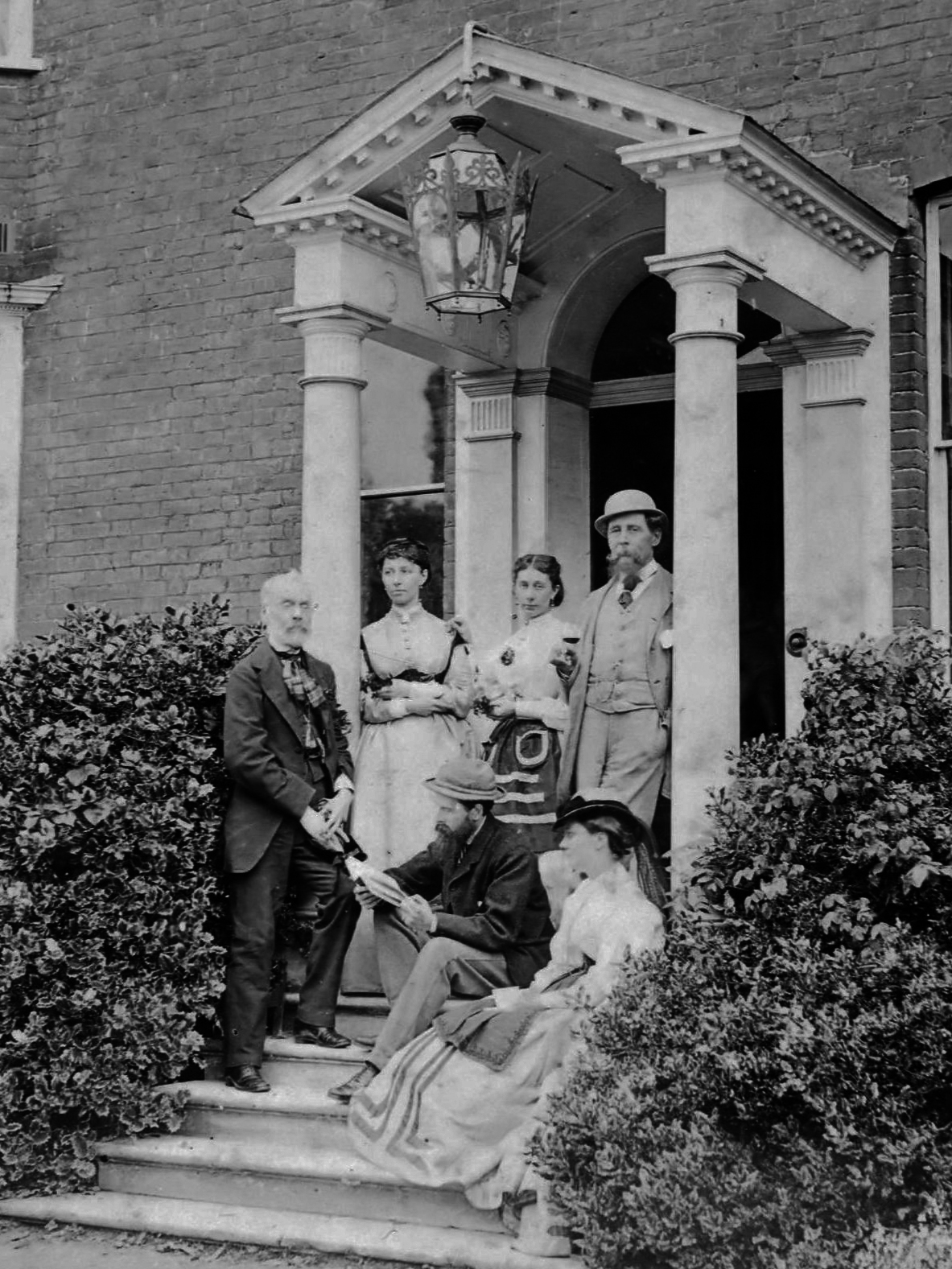
Porche de Gad's Hill Place : Henry Fothergill Chorley, Kate Perugini, Mary Dickens, Charles Dickens, Charles Allston Collins et Georgina Hogarth.

### Les vains efforts de Georgina
Georgina  œuvre de toutes ses forces pour éviter que sa sœur et son beau-frère ne se séparent ; une fois l'irréparable accompli, cependant, à la rage de la famille et face au scandale qui se déchaîne, elle prend le parti de rester auprès de Dickens pour s'occuper des enfants. Seul de tous, en effet, Charley suit sa mère dans la petite bâtisse que trouve Dickens, tout près de Regent's Park, au 70 Gloucester Crescent, pas très loin de son ancienne résidence, et Mrs Dickens n'est jamais autorisée à remettre les pieds au domicile familial, ni à paraître devant son mari. Lui se retire bientôt (en mai 1859), avec les neuf autres enfants dans sa propriété de Gad's Hill Place, non loin de Higham dans le Kent, où il écrit ses œuvres dans un chalet suisse reconstitué au milieu du jardin. C'est là que Georgina le suit et où elle réside désormais, devenue de facto, en l'absence de sa sœur, la maîtresse de maison. Elle partage les vacances de la famille à Broadstairs.

### Les rumeurs concernant une liaison

#### Les soupçons de la famille de Georgina
La séparation donne lieu à bien des supputations concernant Georgina, soupçonnée même par sa propre mère et sa tante d'entretenir une relation incestueuse avec le mari de sa sœur,. Les deux femmes espèrent d'abord une procédure de divorce en vertu d'une récente loi dite de 1857 (Matrimonial Causes Act 1857), et insistent pour que soient recherchées des preuves d'adultère, certes à l'encontre d'Ellen Ternan, la jeune actrice dont Dickens s'est entiché bien qu'il le nie farouchement, et aussi, car c'est là que se portent leurs premiers soupçons, de Georgina, leur fille et nièce. En effet, les rumeurs (prévisibles) courent dans les salons, si bien que Dickens, en rage, fait établir un certificat de virginité (virgo intacta) pour sa belle-sœur – celle-ci n’y voyant apparemment aucune humiliation gratuite, mais plutôt un moyen nécessaire de se protéger.

#### La bague mise aux enchères

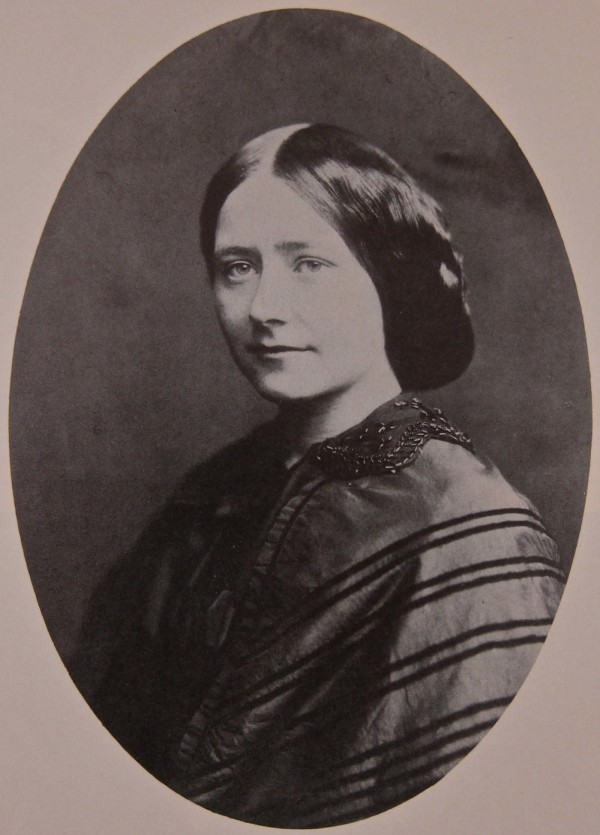
Ellen Ternan, la jeune maîtresse de Dickens.

Sous le titre de « Dickens : la rumeur d'un adultère relancée », le numéro 200901 du Magazine littéraire (16 janvier 2009) écrit :

« [l]a rumeur prêtant à Charles Dickens une liaison avec sa belle-sœur, Georgina Hogarth, vient de connaître un nouveau tournant. Les descendants de celle-ci viennent de révéler que cette passion aurait débouché sur la naissance d’un enfant illégitime, Hector, jamais reconnu par l’auteur. Une révélation opportune : les mêmes descendants viennent de mettre aux enchères une bague, portant l’inscription « Alfred Tennyson to Charles Dickens 1854 ». Selon eux, elle aurait été offerte par Dickens à son fils. Et selon le commissaire priseur chargé de sa mise en vente, les enchères pourraient atteindre 300 000 livres (378 000 euros). S’agirait-il d’un gigantesque coup de publicité ? Pour Florent Schweizer, responsable du Musée Dickens, à Londres "la rumeur de cette liaison dure depuis 150 ans, et elle n’a jamais été étayée. Georgina a vécu avec les Dickens pendant 13 ans, mais à l’époque, Charles avait déjà une maîtresse, (l’actrice Ellen Ternan). Cependant, si cette rumeur était un jour prouvée, elle révolutionnerait 90 d’études dickensiennes". »

La vente a lieu et le beau bijou, avec un diamant de 0,9 carat, mis aux enchères le 9 février 2009, ne réalise que 26 000 £, somme déboursée par un collectionneur anonyme venu d'Irlande du Nord,.

#### La mise au point de Claire Tomalin
Cette curieuse histoire mérite une explication supplémentaire : la bague, rapporte un article du Times, est  possédée par un certain Hector Charles Bulwer Lytton Dickens, qui ne cesse de se déclarer fils illégitime de Charles Dickens et de Georgina Hogarth. Lors de la vente du bijou par ses descendants, des lettres, deux testaments et des coupures de journaux, joints au lot, tendent à confirmer ses dires, d'autant que sa famille assure qu'il l'a acquise du fils des Dickens Alfred D'Orsay Tennyson Dickens, qui passe quarante-cinq ans en Australie et s'y trouve lourdement endetté. Toutefois, Claire Tomalin, dans sa biographie d'Ellen Ternan, The Invisible Woman, ne croit pas à l'honnêteté de cet Hector et déclare avoir de fortes raisons de penser qu'il n'est, en fait, qu'un escroc répondant au nom de Charly Peters et désireux de profiter des rumeurs concernant Dickens et Georgina pour soutirer de l'argent à qui peut se laisser berner.

### La défense de Dickens
Dickens prend toujours la défense de Georgina contre les méchantes rumeurs circulant à son endroit, et il la félicite et remercie publiquement pour son action auprès de lui et de ses enfants. La plus véhémente de ces interventions, consécutive il est vrai à la séparation de son couple, est sa publication, le 28 mai 1858 dans un journal américain, le New York Tribune, d'une déclaration, dont la teneur parvient vite à la presse britannique, dressant son éloge, au détriment, cela dit, de sa propre épouse qu'il critique en termes à peine voilés. Sans Georgina Hogarth, explique-t-il en substance, la maisonnée serait depuis longtemps à l'abandon :
« Nothing has, on many occasions, stood between us and a separation but Mrs Dickens's sister, Georgina Hogarth. From the age of fifteen, she has devoted herself to our home and our children. She has been their playmate, nurse, friend, protectress, adviser and companion […] II will merely remark of [my wife] that some peculiarity of her character has thrown all the children on someone else. I do not know -- I cannot by any stretch of fancy imagine -- what would have become of them but for this aunt, who has grown up with them, to whom they are devoted, and who has sacrificed the best part of her youth and life to them. She has remonstrated, reasoned, suffered, and toiled, again and again, to prevent a separation between Mrs. Dickens and me. Mrs. Dickens has often expressed to her sense of affectionate care and devotion in her home -- never more strongly than within the last twelve months. […] She has a higher claim […] upon my affection than anybody in the world. »
« Rien, en de nombreuses occasions, ne s'est interposé entre nous et une séparation, sinon la sœur de Mrs Dickens. Depuis l'âge de quinze ans, elle s'est consacrée à notre foyer et à nos enfants. Elle a partagé leurs jeux, été leur nounou, leur amie, leur protectrice, leur conseillère et leur compagne […] À ce sujet [celui de son épouse], je déclarerai simplement qu'un trait particulier de son caractère a fait que tous les enfants se sont trouvés rejetés vers quelqu'un d'autre. Je ne sais, je n'ose imaginer ce qu'il fût advenu d'eux sans cette tante qui a grandi avec eux, qu'ils chérissent et qui leur a sacrifié la plus belle part de sa jeunesse et de sa vie. Elle n'a cessé d'œuvrer, de raisonner, de parlementer, elle a souffert pour éviter une séparation entre Mrs Dickens et moi-même. Mrs Dickens a souvent rendu hommage à son attention affectueuse et à son dévouement pour le foyer, et jamais avec autant de vigueur qu'au cours des douze derniers mois. […] Elle mérite mon affection plus que quiconque au monde. »
Il est de fait qu'il s'en remet de plus en plus à Georgina pour la gestion des affaires domestiques. Même avant la séparation d'avec son épouse, c'est avec elle qu'il préfère en discuter, et à elle qu'il confie la responsabilité d'organiser les grands événements de la maisonnée.

## Le rôle de Georgina après la séparation

Adresses successives de Georgina chez Dickens
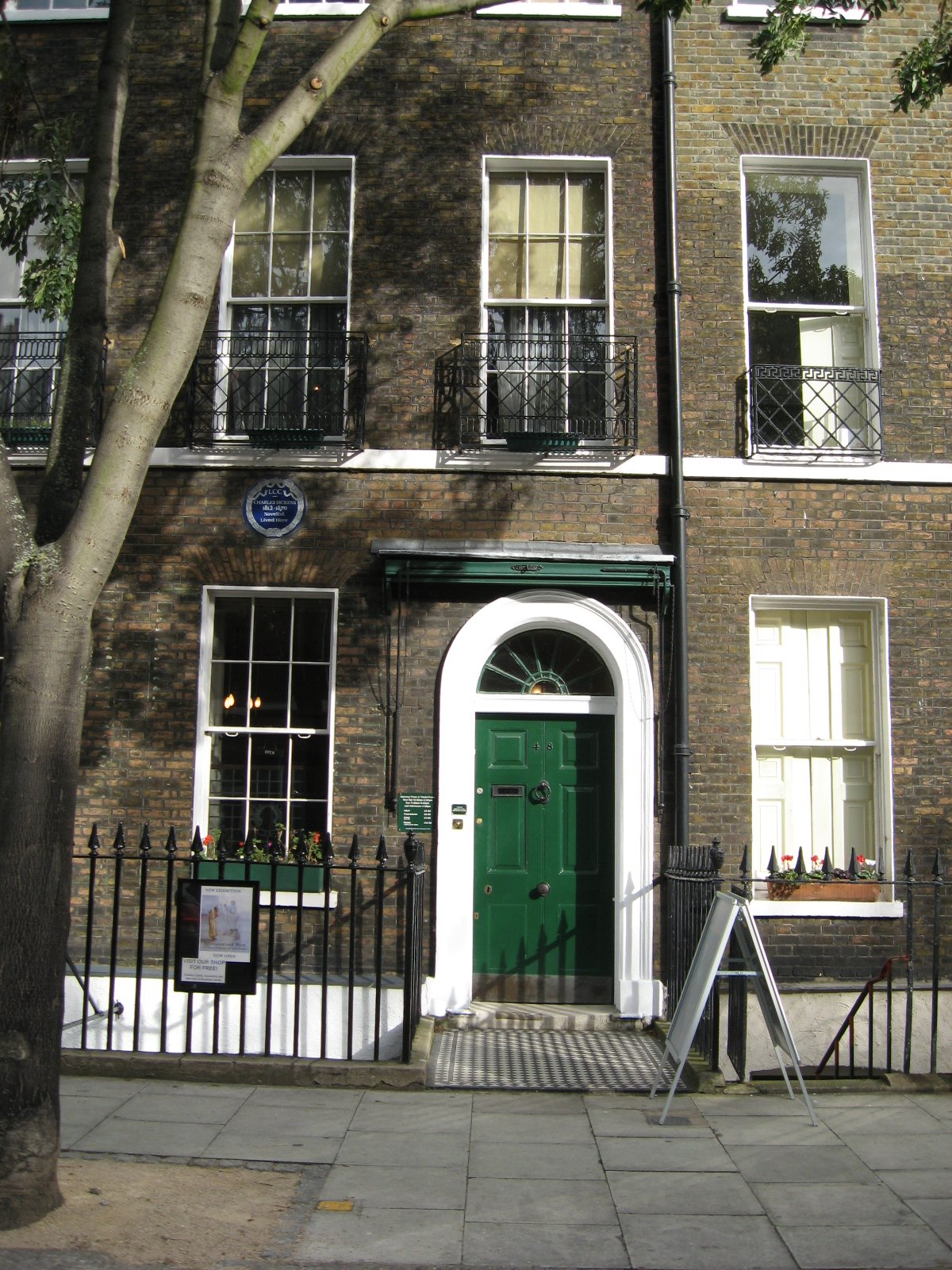
48 Doughty Street, Londres, jusqu'en 1839.
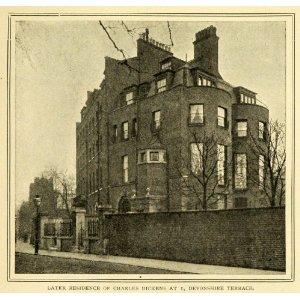
1 Devonshire Terrace, Londres, jusqu'en 1851.
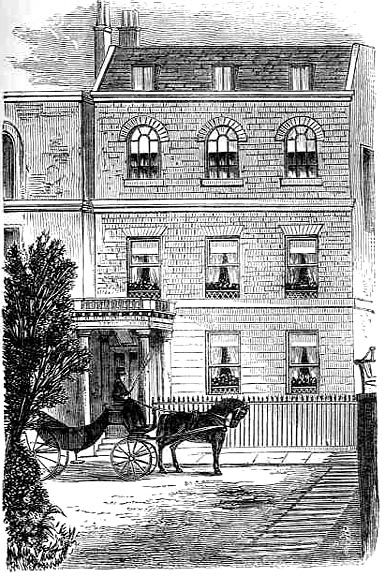
Tavistock House, Londres, jusqu'en 1860.
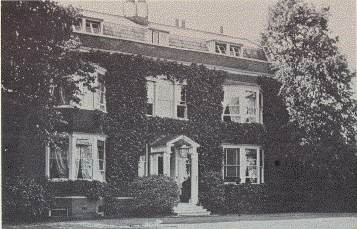
Gad's Hill Place, Kent, jusqu'en 1870.
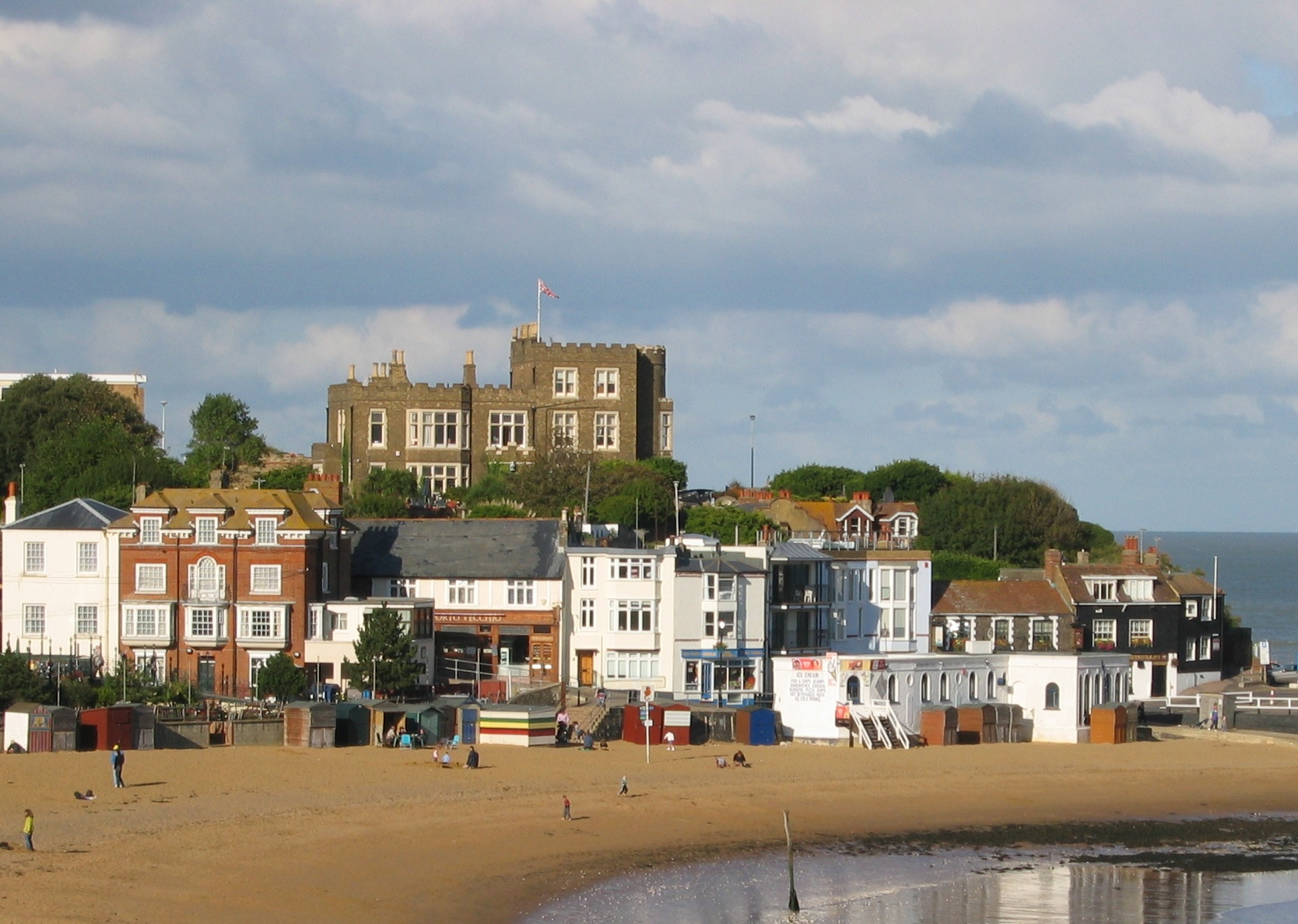
Broadstairs, Kent, résidence de vacance.

Georgina, ayant décidé de rester auprès de Dickens, poursuit ses activités au sein de la maisonnée, mais son rôle s'accroît encore avec le départ de Catherine. Ainsi, en 1860, elle organise et dirige le déménagement de Tavistock House à Gad's Hill dans le Kent où Dickens décide de résider en permanence avec les huit enfants restés avec lui. Là, Georgina assure la gestion du foyer, officiellement en collaboration avec Mamie, la fille aînée, en réalité presque toute seule. Les deux jeunes femmes président à table lors des dîners, encore que Dickens ne se prive pas de « remettre [Georgina] à sa place » (« put her [Georgina] in her place ») si elle manifeste de l'animosité ou trop peu de sympathie envers tel ou tel invité.
En 1861, Dickens lui décerne un hommage appuyé : « Comme à son habitude, Georgina est l'amie, la confidente et le factotum général de tous » (« Georgina is, as usual, the general friend and confidante and factotum of the whole party »). Pendant les nombreuses absences du romancier, Georgina s'occupe des comptes et gère la correspondance. Elle se préoccupe de tous, famille et amis, s'enquiert de leur santé et de leur bien-être, et suit de près les tracas financiers et les échecs qui assaillent souvent ses neveux. À partir de 1865, la santé de Dickens l'inquiétant de plus en plus, elle essaie avec insistance, comme le médecin de la famille, mais en vain, de le dissuader d'entreprendre sa grande tournée américaine de lectures publiques. Et lors de ce qu'il appelle la « série d'adieux » en Grande-Bretagne, elle assiste à la dernière séance donnée dans la capitale, exprimant ensuite sa satisfaction que ces épuisantes représentations aient pris fin.

## Georgina et la mort de Dickens

### La version officielle
Georgina est seule avec Dickens le 8 juin 1870 lorsque, après avoir longtemps travaillé dans son chalet suisse à son dernier roman, Le Mystère d'Edwin Drood, il la rejoint à 18 heures pour le dîner, les yeux pleins de larmes et les traits défaits. Georgina lui demande s'il se sent mal : « Oui, répond-il, très mal depuis une heure » (« Yes, very ill for the last hour »). Elle parle d'appeler un médecin, à quoi il répond No (non), et s'effondre. Georgina se précipite auprès de lui en disant : « Venez vous allonger » (« Come and lie down » ; « Oui, sur le sol » (« Yes – on the ground »), murmure-t-il avant de perdre définitivement conscience. Georgina fait appeler le médecin, puis Mamie, Katey et Charley qui la rejoignent. Il est vraisemblable qu'elle envoie aussi chercher Ellen Ternan, mais les critiques ne s'accordent pas sur ce point.
Telle est la version racontée dans sa biographie de Dickens par John Forster, qui déclare tenir les faits de la bouche même de Georgina Hogarth. Il en existe une autre, qui donne à Georgina un rôle tout différent.

### La version officieuse
Selon cette version, dont la biographie de Georgina par Arthur A. Adrian, publiée en 1957, ne fait pas état, Dickens n'est pas pris de malaise chez lui, mais à Winsdor Lodge, la maison où réside Ellen Ternan à Peckham. Pour éviter le scandale, Ellen se débrouille pour le porter mourant, voire mort, dans une calèche qui les conduit jusqu'à Gad's Hill Place distant de 24 milles, où à l'abri des regards, même de ceux des domestiques, il est subrepticement tiré près de la table de la salle à manger, afin que soit simulée la scène racontée par Forster.

#### Le témoignage d'un certain Mr J. C. Leeson
Pour étayer cette version des faits, le témoignage le plus important, d'après David Parker, conservateur du musée Charles Dickens, est celui d'un certain M. J. C. Leeson, dont le grand-père, le révérend J. Chetwode Postans, est nommé en 1872 pasteur de l'église Linden Grove Congregational Church située en face de Windsor Lodge. Le gardien de l'église lui aurait mystérieusement confié que « Dickens n'est pas mort à Gad's Hill » (« Dickens didn't die at Gad's Hill »), dires dont la portée n'apparaît que lorsque est connue la véritable histoire de la liaison de Dickens et la raison de ses fréquentes visites à Peckham. Felix Aylmer, alors en relation avec M. Leeson, rassemble les données, puis publie peu après son ouvrage Dickens Incognito, paru en 1959, mais sans s'y référer et en gardant la version de Forster. David Parker attribue cette attitude non pas au fait qu'Aylmer a pu avoir des doutes, mais parce que, en tant qu'acteur, il ne veut pas prendre le risque de faire scandale : d'un côté, il ne s'y sent pas autorisé intellectuellement ; de l'autre, il a peur que cela nuise à sa carrière tant est « sacré » tout ce qui touche à Dickens. Quoi qu'il en soit, les documents en sa possession ayant été remis au Musée Charles Dickens par sa sœur après sa mort en 1979, « le dossier relatif à Peckham peut, sur sa recommandation en tant que conservateur, précise David Parker, être analysé par les chercheurs » (« As curator of the museum, I catalogued the Aylmer papers, and was able to draw researchers' attention to them »).

#### La prudence de Claire Tomalin
Si cette hypothèse se vérifie, Georgina Hogarth est complice d'une mystification destinée à éviter le scandale de la liaison et d'une mort jugée coupable. Comme tout au long de sa relation avec les Dickens, elle n'a donc écouté que sa loyauté et participé au dernier acte d'un camouflage qui, en réalité, dure depuis une douzaine d'années. Pourtant, si l'histoire est rendue publique par le livre de Claire Tomalin, cette dernière se garde de prendre parti. David Parker juge qu'elle n'a pas tort et trouve bien des raisons de discréditer l'hypothèse de Peckam : piètre fiabilité des témoins, impossibilités pratiques, rôle des domestiques, et surtout témoignage du médecin local, le docteur Stephen Steele, impartial, assure-t-il, puisqu'il n'est pas le médecin personnel de Dickens, et qui confirme l'avoir trouvé inconscient sur le sol de la salle à manger vers 18h30.
En définitive, l'état actuel des recherches rendrait à Georgina Hogarth la véracité de sa version des faits telle qu'elle l'a livrée à John Forster.

## Georgina après la mort de Dickens

### La garante de la réputation de Dickens

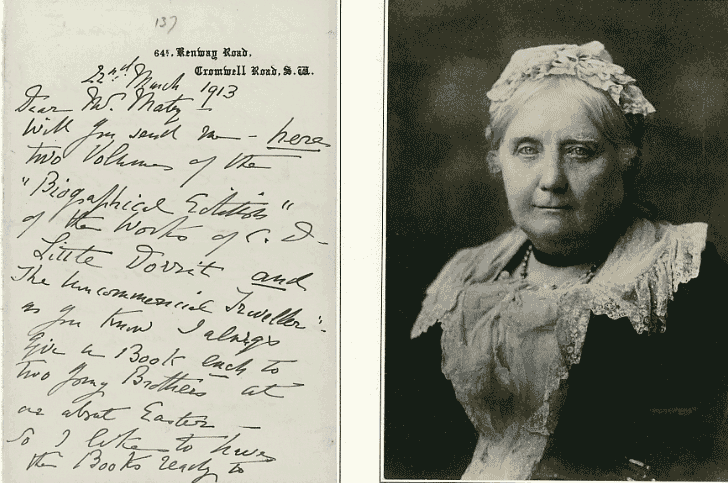
Page 1 d'une lettre de Georgina et photographie.

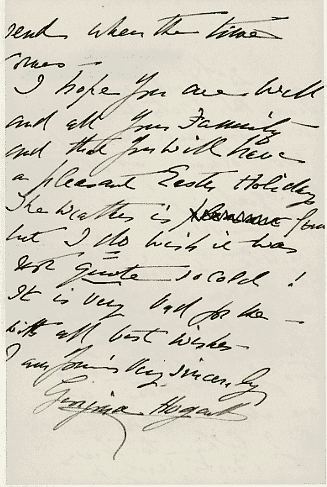
Page 2 de la même lettre.

Parmi ses dispositions testamentaires, Dickens  lègue 8 000 £, ses bijoux personnels et tous ses documents à Georgina Hogarth, « […] tous mes papiers personnels quels qu'ils soient et où qu'ils soient » (« […] all my private papers whatsoever and wheresoever »). Ces documents comprennent le manuscrit de The Life of Our Lord (La Vie de Notre-Seigneur), que Dickens écrit en 1849 pour ses seuls enfants et qu'il lit à voix haute à chaque Noël. Après la mort de Georgina, cette œuvre devient la propriété de Sir Henry Fielding Dickens, Harry, le seul des fils à avoir survécu.
De nombreuses années plus tard, pressée par des besoins d'argent et les difficultés de la vieillesse, Georgina se résout à vendre les papiers personnels et les mémentos. Pendant les 47 ans qu'elle vit après la mort de son beau-frère, elle s'érige en garante intransigeante de sa mémoire, et prend farouchement sa défense devant les critiques et, à plus forte raison, les attaques de ses détracteurs.
Mamie et elle retournent vivre à Londres après le décès de Dickens, partageant le même domicile pendant de nombreuses années. Elles œuvrent ensemble, avec les conseils de Wilkie Collins, à une édition de sa correspondance, The Letters Of Charles Dickens From 1833 To 1870, parue en deux volumes en 1880 et en un seul en 1882. Georgina, constamment soucieuse de préserver la réputation des Dickens, se livre à de nombreuses coupures. Ainsi, les références aux difficultés d'argent ou conjugaux des frères de Dickens, sa séparation d'avec son épouse, ses soucis sur l'impécuniosité et les vicissitudes de ses fils Alfred D'Orsay Tennyson et Edward, bref tout ce qui ressortit au domaine privé est supprimé, et toute allusion à Ellen Ternan disparaît, les passages incriminés étant, comme l'écrit Paul Schlicke, recouverts d'encre ou passés par les ciseaux.
Dans leur préface, Mamie et Georgina précisent leur intention :
« We intend this Collection of Letters to be a Supplement to the "Life of Charles Dickens," by John Forster. That work, perfect and exhaustive as a biography, is only incomplete as regards correspondence; the scheme of the book having made it impossible to include in its space any letters, or hardly any, besides those addressed to Mr. Forster. As no man ever expressed himself more in his letters than Charles Dickens, we believe that in publishing this careful selection from his general correspondence we shall be supplying a want which has been universally felt. »
« Notre intention est de proposer ce Recueil de lettres en supplément de la Vie de Charles Dickens de John Forster. Cet ouvrage, tout exhaustif et parfait qu'il soit en tant que biographie, manque de références à la correspondance. L'ordonnance du livre ne nous pas permis d'inclure, à de rares exceptions près, des lettres n'ayant pas été adressées à Mr Forster. Comme personne ne s'est autant exprimé dans sa correspondance que Charles Dickens, nous avons le sentiment qu'en publiant cette rigoureuse sélection nous répondrons à un besoin ressenti par tous. »

### Les relations avec la famille

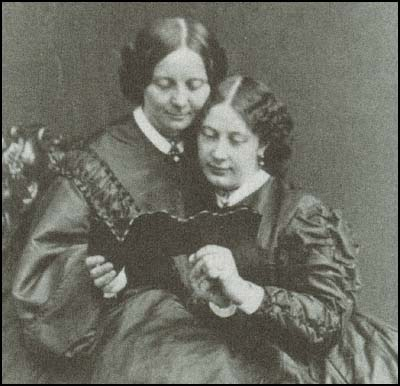
Georgina Hogarth et Mamie Dickens.

De sa résidence londonienne, Georgina garde, le reste de sa vie durant, d'étroits contacts avec les membres et les relations de la famille Dickens, y compris avec Ellen Ternan, devenue ensuite Mrs Robinson. Elle reçoit les hommages et devient un objet de vénération de la part de la Dickens Fellowship, association fondée en 1902 qui regroupe les admirateurs du romancier sous l'impulsion de E. W. Matz (1965-1925), l'initiateur du Dickensian, la revue littéraire entièrement consacré à sa vie et à son œuvre.
Elle se réconcilie avec Catherine, sa sœur aînée, dont elle n'a pas pris le parti lors de sa séparation d'avec Dickens, et cette dernière fait savoir, plutôt magnanimement, qu'elle a ressenti beaucoup de réconfort à la pensée que ses enfants étaient confiés à une si excellente personne.
Des neuf enfants de Charles et Catherine qu'elle voit naître et dont elle s'occupe, seuls Katey et Harry lui survivent. Elle meurt en avril 1917 à l'âge de 90 ans et est inhumée au Mortlake Cemetery de Londres, dans le quartier de Richmond upon Thames.

## Georgina et l'œuvre de Dickens

### Le modèle de certaines héroïnes

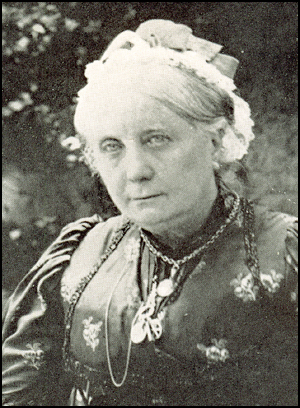
Georgina Hogarth vers la fin de sa vie.

Au même titre que sa sœur Mary Scott ou que la jeune maîtresse de Dickens Ellen Ternan, mais de façon différente, considérant les rôles que jouent ces femmes dans la vie de Dickens, Georgina Hogarth inspire sans doute certains de ses personnages féminins. Ainsi, elle est généralement considérée comme le modèle de l'Agnes Wickfield de David Copperfield, encore qu'elle le nie vigoureusement. Elle admet cependant être en partie représentée dans Bleak House par Esther Summerson, cette nièce de M. Jarndyce à qui est confié tout un pan du récit, écrit à la première personne, en alternance avec celui, à la troisième, du narrateur principal.
D'après David Paroissien, Rose Maylie dans Oliver Twist, Kate Nickleby dans Nicholas Nickleby, la Petite Nell dans Le Magasin d'antiquités, Mary Graham et Ruth Pinch dans Martin Chuzzlewit, Amy Dorrit dans La Petite Dorrit, partagent avec Agnes Wickfield certaines des caractéristiques généralement attribuées à Georgina, la docilité, le sens du devoir et du sacrifice, bref celles de l'idéal féminin, l'« Ange du foyer », qu'attend la société, avec en plus ce sens résolument pratique que Dickens ne reconnaît plus en son épouse. Pour lui, Georgina incarne toutes ces qualités et c'est elle, du moins en partie, qui inspire ses « bonnes » héroïnes, encore que, ajoute David Paroissien, comme elle, dont le caractère est bien trempé, elles s'écartent parfois du schéma victorien pour affirmer leur spécificité, et aussi que la vie ne leur offre pas souvent le bonheur - reflet peut-être, chez le romancier, d'un regret à l'égard de sa belle-sœur pour avoir, en somme, vécue par procuration.
Georgina apparaît aussi, cette fois sans le moindre doute, comme l'héroïne d'une histoire que Dickens laisse à l'état de notes dans son Memoranda Book,, telle cette idée jetée à la hâte : « Elle – se sacrifie pour les enfants et y trouve sa récompense. Depuis qu'elle-même est enfant, toujours « les enfants » (de quelqu'un d'autre) pour l'accaparer. Et il se trouve qu'elle ne se marie pas, qu'elle n'a jamais d'enfant à elle, qu'elle se consacre toujours « aux enfants » (ceux de quelqu'un d'autre) : et ils la chérissent, et elle a toujours de la jeunesse s'en remettant à elle jusqu'à sa mort, une mort heureuse » (« She —sacrificed to children, and, sufficiently rewarded. From a child herself, always "the children" (of somebody else) to engross her. And so it comes to pass that she is never married; never herself has a child; is always devoted "to the children" (of somebody else): and they love her and she has always youth dependent on her till her death — and dies quite happily »).

### Georgina Hogarth à l'écran
En 1976, Yorkshire Television produit une mini série télévisuelle intitulée Dickens of London, dans laquelle figure Georgina interprétée enfant et adolescente par Patsy Kensit et adulte par Christine McKenna.